# مهدي أباد (إسفراين)
مهدي أباد (بالفارسية: مهدی‌آباد) هي قرية تقع في قسم زرق‌آباد الريفي (مقاطعة إسفراين) في إيران. يقدر عدد سكانها بـ 103 نسمة .